# Bistum Dunkeld
Das Bistum Dunkeld (lat.: Dioecesis Dunkeldensis), das seinen Sitz in Dundee hat, ist ein Bistum der römisch-katholischen Kirche in Schottland. Es wurde am 4. März 1878 im Zuge der Neustrukturierung der katholischen Kirche in Schottland durch Papst Leo XIII. mit der Päpstlichen Bulle Ex supremo apostolatus apice errichtet. Es führt den Namen des historischen Bistums Dunkeld mit der Dunkeld Cathedral fort, das vom 12. Jahrhundert bis 1544 bestand. Der Sitz des Bistums ist jedoch in Dundee.
Daneben gibt es noch das Bistum St Andrews, Dunkeld & Dunblane der Scottish Episcopal Church mit Sitz in Perth.